# Reiser (Thüringen)
Reiser  is een dorp in de Duitse gemeente Unstruttal in het Unstrut-Hainich-Kreis in Thüringen.  Tot 1995 was Reiser een zelfstandige gemeente. In dat jaar fuseerden zes gemeenten, waaronder Reiser, tot de nieuwe gemeente Unstruttal.